# Spłukiwanie
Spłukiwanie, ablacja (łac. ablatio = odejście) – proces rzeźbotwórczy polegający na wymywaniu zwietrzeliny i gleby oraz ich przemieszczeniu w dół stoku przez wodę deszczową (ablacja deszczowa) lub roztopową (ablacja roztopowa). Spłukiwanie jest rodzajem erozji, choć według niektórych źródeł określanie go jako erozji wodnej gleby jest niezupełnie prawidłowe.

## Czynniki mające wpływ na spłukiwanie
Spłukiwanie jest typowe dla stoków bardziej stromych, na łagodniejszych często przechodzi w spełzywanie. Wielkość spłukiwania zależy od wielkości opadów lub roztopów – czym więcej wody, tym spłukiwanie jest silniejsze oraz szaty roślinnej, która przez system korzeniowy blokuje ruchy masowe. Spory wpływ ma również geomorfologia i geologia terenu, gdyż stoki bardziej strome oraz mało spójne są bardziej podatne na spłukiwanie. Najczęściej występuje na stokach lessowych, a także gliniastych o ubogiej pokrywie roślinnej; podatne na ablację są też stoki zaorane (ponieważ są pozbawione roślinności). Intensywność procesu jest zależna od ilości i natężenia opadów, a także od nachylenia stoku i rodzaju występującej na nim pokrywy roślinnej.
Wielkość spłukiwania nie zależy od strefy klimatycznej, gdyż występuje ono zarówno w strefie ciepłej jak i zimnej. Może jednak różnić się rodzajem. W strefie gorącej, w której nie występuje zamarzanie, dochodzi do spłukiwania deszczowego, szczególnie podczas gwałtownych burz. Z kolei w strefie zimnej dochodzi do spłukiwania roztopowego, kiedy to część ziemi jest jeszcze zamarznięta, a warstwa wierzchnia nie.
Spłukiwanie i inne procesy mogą prowadzić do powstania różnych form terenu – zarówno wklęsłych, np. rozłogów, jak i płaskich, np. równin denudacyjnych. Podczas spłukiwania mogą powstać liczne strugi, które z czasem mogą przekształcić się w wąwozy. 

## Rodzaje spłukiwania
Spłukiwanie można podzielić na:
- liniowe (linijne, bruzdowe) – woda wraz z materiałem spłukiwanym płynie widocznymi bruzdami;
- powierzchniowe (warstwowe, pokrywowe) – woda wraz z materiałem spłukiwanym płynie całą powierzchnią;
- rozproszone – pośrednie pomiędzy powyższymi, woda płynie licznymi kanałami, które nie mają widocznych brzegów.